# Бантам (Конектикат)
Бантам (енгл. Bantam) град је у америчкој савезној држави Конектикат.

## Демографија
По попису из 2010. године број становника је 759, што је 43 (-5,4%) становника мање него 2000. године.
| Група             | 2000.       | 2010.       |
| Белци             | 762 (95,0%) | 711 (93,7%) |
| Афроамериканци    | 3 (0,4%)    | 9 (1,2%)    |
| Азијати           | 6 (0,7%)    | 1 (0,1%)    |
| Хиспаноамериканци | 16 (2,0%)   | 25 (3,3%)   |
| Укупно            | 802         | 759         |